# Кинематограф Австралии
Кинематограф Австралии — отрасль культуры и экономики Австралии, занимающаяся производством и демонстрацией кино- и телефильмов зрителям.

## История
К первым игровым фильмам, созданным в Австралии, относятся «Ранние христианские мученики» (Soldiers of the Cross, 1900), режиссёр Дж. Перри, «Подлинная история банды Келли» (1906), режиссёры Д. и Н. Тейт. Среди прочих работ раннего периода примечательны фильмы режиссёра Реймонда Лонгфорда: «Австралия зовёт» (Australia Calls, 1910), «Лесные бродяги» (The Bushwhackers, 1925) и др.  С начала 1930-х в стране зарождается документальное кино.
В 1937 году основывается Австралийский национальный совет по кино (Australian National Film Board), а в 1958 — Australian Film Institute. В 1970 правительством Джона Гортона учреждается Австралийская корпорация по развитию кино (Australian Film Development Commission). В 1975 правительством Гофа Уитлэма она преобразовывается в Австралийскую кинематографическую комиссию, включающую производственное объединение Film Australia (до момента ухода от дел её руководителя Стенли Хоуса она называлась Commonwealth Film Unit). В 2007 году провозглашается создание федерального агентства Screen Australia, которое объединило Австралийскую кинематографическую комиссию, Film Australia и Финансовую кинокорпорацию Австралии.
При поддержке Rank Organisation в 1950-х годах в Австралии снимается 15—20 полнометражных фильмов в год. Однако в дальнейшем в отрасли начинается спад.
Подъём национального кинематографа приходится на 1970-е годы.